# Stadion der Freundschaft (Stralsund)
Das Stadion der Freundschaft ist ein Fußballstadion mit Leichtathletikanlage (Aschenbahn) in der Hansestadt Stralsund am Frankendamm, Mecklenburg-Vorpommern. Es wurde im Herbst 1938 als Frankendammsportplatz errichtet, 1953 in Stadion der Freundschaft umbenannt und trug von 2015 bis 2018 den Namen der Berliner PRIMUS Immobilien AG. Die Anlage ist Spielstätte des TSV 1860 Stralsund.

## Geschichte
Am Frankendamm in Stralsunds Frankenvorstadt existierte ungefähr ab Beginn des 20. Jahrhunderts eine Wiese zwischen dem Frankenteich und dem Schlachthof. Auf dem Meiers Wiese genannten Gebiet wurden sowohl Kühe gehalten als auch Fußball gespielt.
Nach dem Ersten Weltkrieg wurde auf der Wiese ein Sportplatz angelegt. Hier befanden sich ein Spielfeld und eine Laufbahn. Die Reichsmarine, die in der Frankenkaserne am Frankendamm stationiert war, nutzte den Sportplatz ab 1920 zur Ausbildung von Rekruten. Dass keine Schießübungen durchgeführt wurden, lag an den erfolgreichen Protesten der Stralsunder Bürgerschaft, die Schäden für die dort geweideten Kühe befürchtete.
Die Spielfläche des Sportplatzes, der bei Regen stets unter Wasser stand, da es keine Entwässerungsmaßnahmen gab, betrug nur 80 × 50 Meter und entsprach wie auch die Laufbahn nicht den internationalen Normen. Die sportliche Betätigung der deutschen Jugend wurde insbesondere nach den Olympischen Spielen 1936 in Berlin zum erklärten Staatsziel; dem schloss sich die militärische Führung an. Die Marinestandortverwaltung beschloss daher die Umgestaltung des Sportplatzes entsprechend den Vorschriften des Nationalsozialistischen Reichsbundes für Leibesübungen. Im Frühjahr 1938 begannen die Arbeiten an einem Stadion, es entstand der modernste Sportplatz Stralsunds. Das Spielfeld wurde auf eine Fläche von 105 × 70 Meter vergrößert, die Laufbahn bestand nun aus Schotter, Schlacke und einer Deckschicht aus Roterde, und maß in der Breite 6,25 Meter. Eine 100-Meter-Laufbahn, eine Stabhochsprunganlage, eine Dreisprunganlage sowie Anlagen für Kugelstoßen und Speerwurf rundeten neben drei Weitsprunganlagen das Angebot ab. Zum Frankendamm wurde eine niedrige Mauer mit aufgesetztem Gitterzaun gebaut, damit jeder den Sportbetrieb verfolgen konnte.
Am 8. Oktober 1938 berichtete die „Stralsundische Zeitung“ über die Eröffnung: „Eine wahre Augenweide für jeden Freund wahrhafter deutscher Jugend und körperstählender Leibesübungen im Freien – und welcher Stralsunder wäre das nicht – bildet die jetzt fertiggestellte Neuanlage des Marinesportplatzes gegenüber dem Falklandblock.“ Im Artikel wurde allerdings schon etwas Maßgebliches genannt: Die Sportanlage war der Marine zur Nutzung vorbehalten. Erst nach dem Zweiten Weltkrieg wurde der Frankendammsportplatz der zivilen Nutzung zugeführt.
Am 15. November 1953 erhielt das Stadion an der damaligen Josef-W.-Stalin-Straße den Namen Stadion der Freundschaft. Fortan war es Spielstätte der Fußballmannschaft der späteren ASG Vorwärts Stralsund. Zudem wurden zahlreiche Sportveranstaltungen der Stralsunder Schulen hier durchgeführt.
In den 1990er Jahren erhielt das Stadion eine neue Anzeigentafel und neue Sitze gemäß den internationalen Richtlinien. Flutlichtmasten waren bereits in den 1980er Jahren installiert worden.
2015 wurde das Stadion der Freundschaft in Primus Immobilien Arena umbenannt. Der Name wurde an den Berliner Sponsoren verkauft, um den Senioren- und Nachwuchsbereich besser aufzustellen.